# Błażej Janiaczyk
Błażej Janiaczyk (* 27. Januar 1983 in Toruń) ist ein ehemaliger polnischer Radrennfahrer, der im Straßenradsport aktiv war.

## Sportlicher Werdegang
Janiaczyk gewann 2004 die beiden Eintagesrennen La Roue Tourangelle und Coppa della Pace. Von 2005 bis 2016 war er Mitglied bei verschiedenen meist polnischen Teams und fuhr wiederholt Podiumsplatzierungen ein. 2007 wurde er Zweiter der Gesamtwertung des Course de la Solidarité Olympique und 2008 Dritter der Tour of Hainan. Der Gewinn der Gesamtwertung des Memorial Grundmanna i Wizowskiego 2014 blieb sein einziger Sieg in diesem Zeitraum. Im Jahr darauf wurde er Vierter der Tour of Estonia. 
Nach der Saison 2016 beendete Janiaczyk im Alter von 33 Jahren seine Radsportlaufbahn. Danach arbeitete er als Radsporttrainer, unter anderem für den polnischen Radsportverband.

## Erfolge
2004
- La Roue Tourangelle
- Coppa della Pace

2014
- Gesamtwertung Memorial Grundmanna i Wizowskiego